# Scafell
Ne doit pas être confondu avec la montagne voisine Scafell Pike.
Le Scafell, ou Sca Fell (anciennement Scawfell), est avec 964 mètres d'altitude le deuxième plus haut sommet de l'Angleterre et des Southern Fells, après Scafell Pike. Il est constitué de roches magmatiques. Il se trouve dans le Lake District, au sein du parc national du même nom, en Cumbria.